# Tsuzumi

Tambor tsuzumi del siglo

El tsuzumi (鼓?) o tsudzumi es un tambor de origen japonés. Consiste en un cuerpo de madera con forma de reloj de arena que cuenta con dos parches con cordones, que se pueden apretar o soltar para aumentar o disminuir la tensión. Este mecanismo permite al músico subir o bajar el tono del tambor mientras toca, no muy diferente al tambor parlante africano y al dhadd indio. También se relaciona con el janggu coreano. El tsuzumi desempeña papeles tanto en la música teatral Noh como en el Kabuki, pero también se usa en min'yō (民 謡), o música folclórica japonesa. A menudo se toca con su contraparte más grande, el ōtsuzumi (大鼓?   lit. "tsuzumi grande"). Así, el tsuzumi también se conoce como kotsuzumi (小鼓?   lit. "pequeño tsuzumi").

## Técnica de interpretación

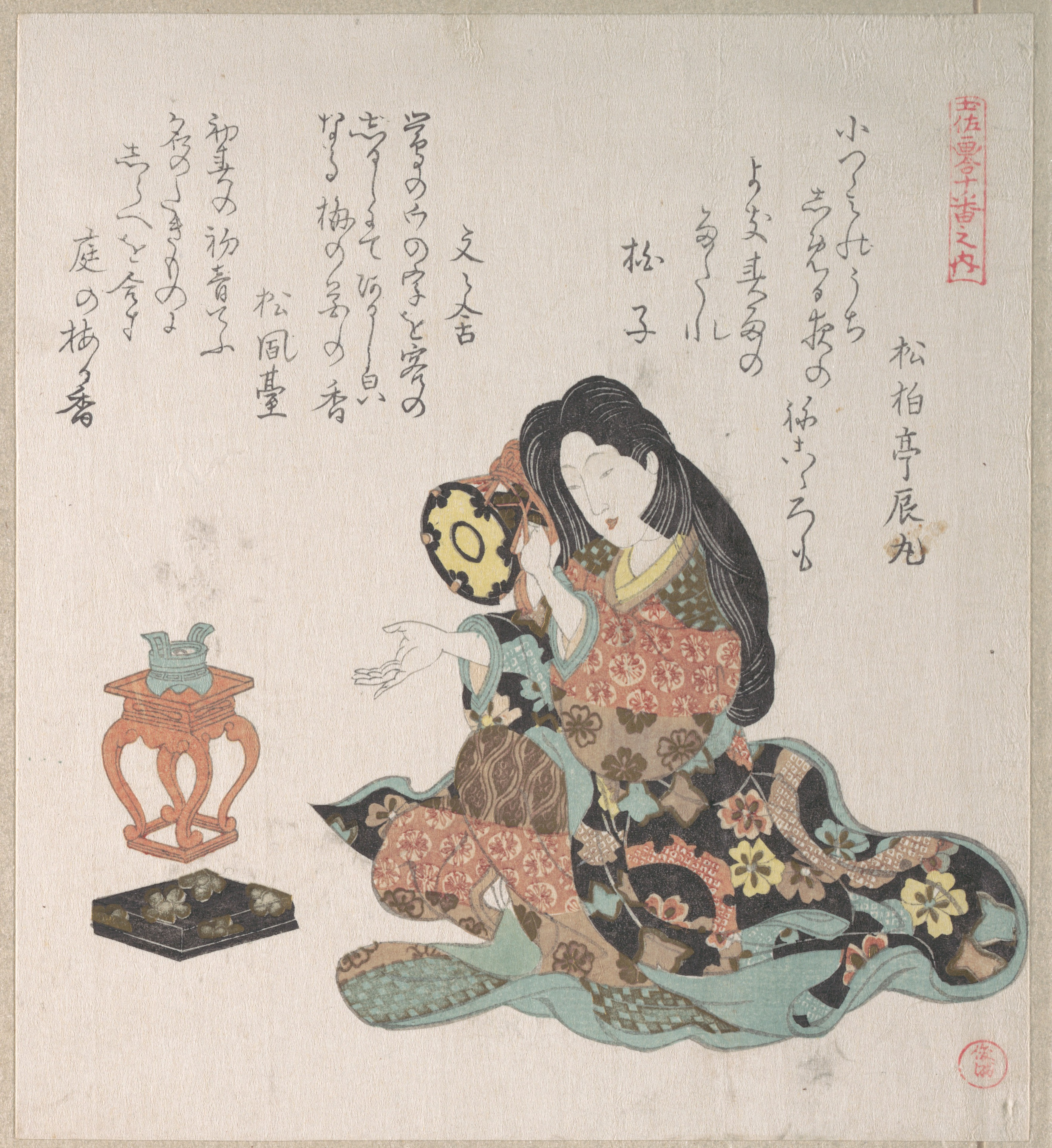
Señorita tocando un tsuzumi (1815), Kubo Shunman

El instrumento se sostiene sobre el hombro derecho del intérprete. Hay dos técnicas básicas al usar un tsuzumi: sujetando las cuerdas levemente y golpeando el parche en el centro, o apretandolas y golpeando más cerca de donde se encuentra el cuerpo de madera. El primero produce sonidos más suaves, mientras que el segundo produce sonidos más agudos. Debido a que la práctica de golpear la cabeza del tambor en el centro puede dificultar el sonido al hacer que la vibración que irradia en dos lados opuestos se cancele entre sí, el tsuzumi se afina con pequeños parches de cuero aplicados en el interior del tambor. Esto tiene similitud con el shime-daiko que acompaña al tsuzumi en los teatros Noh y Kabuki. También es notable que el tsuzumi, al ser un instrumento más delicado en comparación con el shime-daiko, se afina aún más dependiendo de la temperatura ambiente y la humedad utilizando trozos de papel washi humedecidos con la propia saliva del músico.

## Afinación
El cuidado de este instrumento es peculiar porque la cabeza de los tambores deben estar expuestas a un cierto nivel de humedad para producir un sonido deseable. Antes de tocar el tsuzumi, el músico respirará directamente sobre ambas cabezas. A veces, incluso tomará un poco de saliva y la aplicará en la cabeza del tambor. La calidad del sonido dependerá de la cantidad de humedad. Para asegurarse de que los parches estén húmedos, el intérprete respirará sobre estos a intervalos cuando no esté tocando. Sin embargo, si los parches se humedecen excesivamente, es posible que se aflojen demasiado para tocarlos correctamente y pueden desarrollar ondulaciones notables en la superficie, comprometiendo aún más la calidad del sonido.

## Manufactura
Cada parche está elaborado con un trozo de piel de potro cosido a un anillo de hierro. Luego se agrega una capa gruesa de refuerzo en la parte posterior y se termina con laca urushi y hojas de oro. Las marcas de costura también están cubiertas con laca urushi, que proporciona decoración y refuerzo adicional a la cabeza del tambor. Por el contrario, los parches utilizados para los ōtsuzumi están hechos de piel de caballo gruesa y nunca están decorados, ya que están destinados a ser consumibles. El cuerpo está tallado en un solo bloque de madera de cerezo y está decorado con laca urushi y hojas de oro al estilo maki-e. Los cordones de cáñamo se teñían anteriormente en bermellón, aunque en la actualidad se utilizan otros tintes debido a su toxicidad.
Gracias a las meticulosas medidas que se llevan a cabo para elaborarlos, se dice que un juego de parches combinados con el cuerpo de madera, cuando se cuidan adecuadamente, duran siglos; no es raro que los músicos profesionales utilicen instrumentos fabricados en el período Edo o Muromachi. Por otro lado, los instrumentos nuevos pueden requerir años, o incluso décadas, de uso para poder estropearse. Solo las cuerdas que sostienen el instrumento deben reemplazarse regularmente, ya que se deshilachan con el tiempo.

## Influencia en la arquitectura

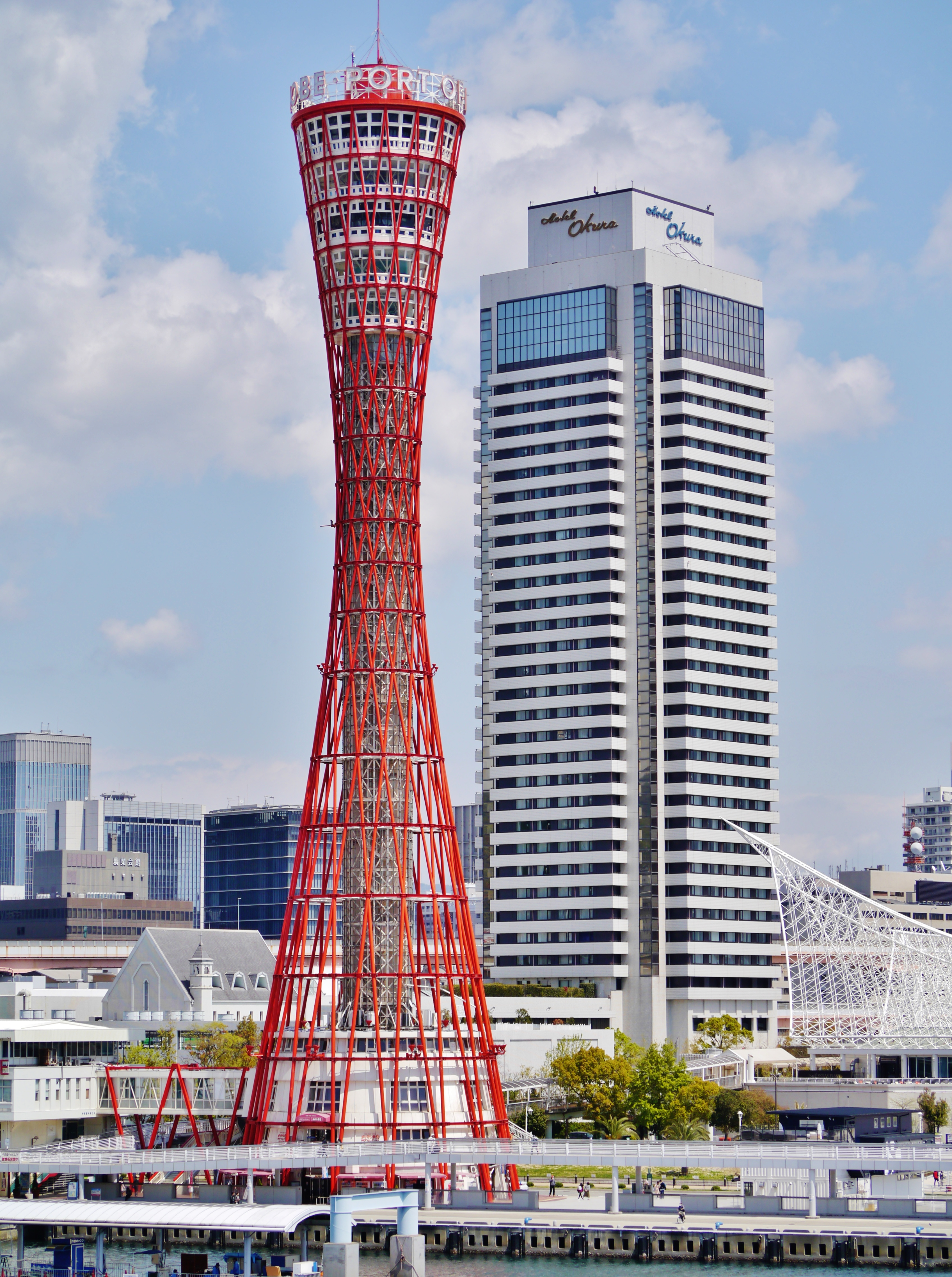
Véase la forma de reloj de arena de la torre del puerto de Kōbe

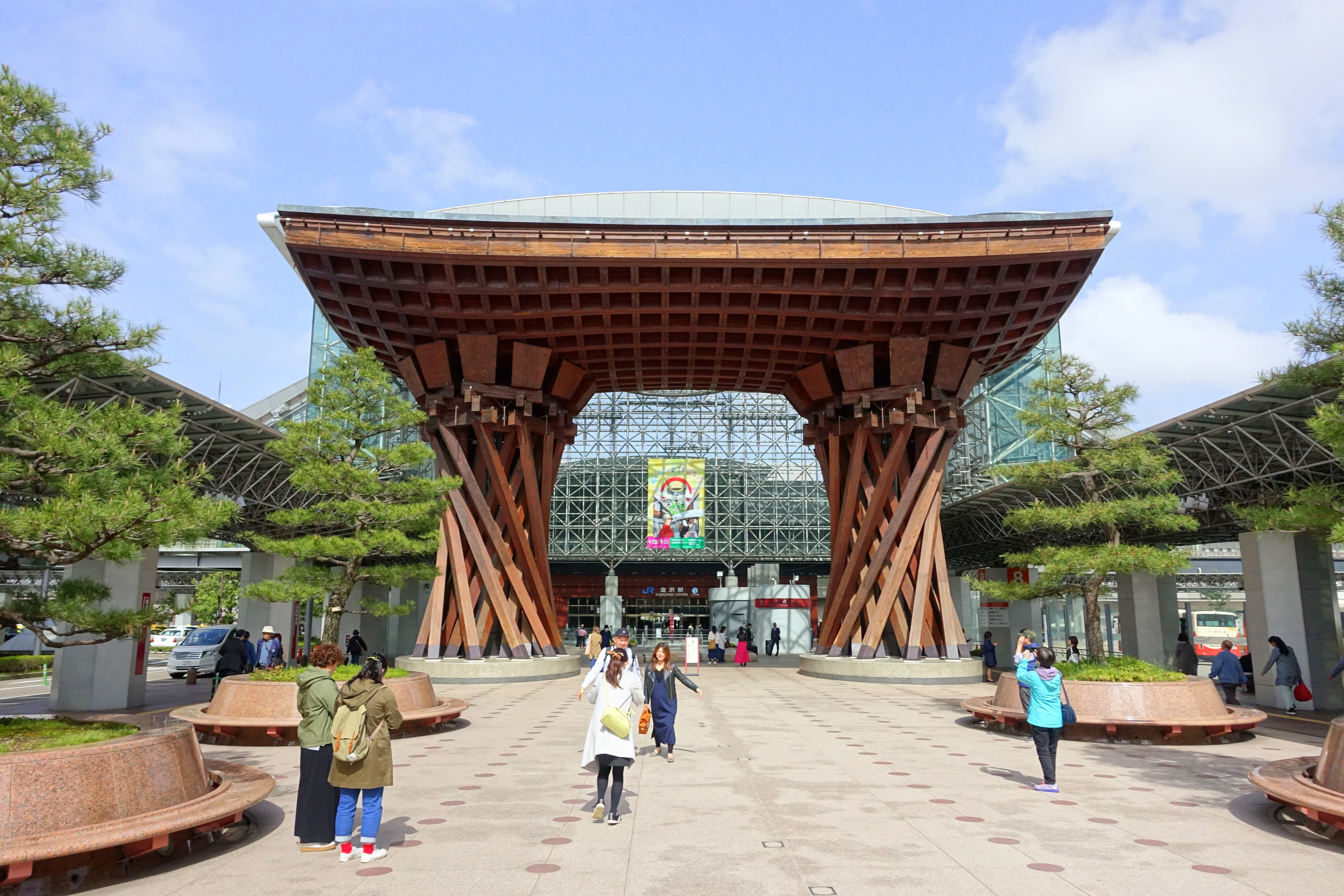
Puerta Tsuzumi, en la estación de Kanazawa

El tsuzumi ha inspirado varias obras arquitectónicas en Japón. Entre ellas, destaca la torre del puerto de Kōbe, inaugurada en el 1963. Del mismo modo, la estación de Kanazawa, en la prefectura de Ishikawa, cuenta en la entrada este con una puerta estilo torii en forma de tsuzumi.